# Contea di Coryell
La contea di Coryell (in inglese Coryell County) è una contea dello Stato del Texas, negli Stati Uniti. La popolazione al censimento del 2010 era di 75 388 abitanti. Il capoluogo di contea è Gatesville. La contea prende il nome da James Coryell, un pioniere e Texas Ranger che è stato ucciso dai Comanche indiani, mentre stava proteggendo i coloni.

## Storia
I primi insediamenti umani sembra siano apparsi nella zona nel 4500 a.C. I Tonkawa, Lipan Apache, Kiowa e Comanche furono tra le tribù che si stanziarono nell'area in periodi storici differenti.

## Geografia fisica
| Anno | Popolazione | ±%     |
| ---- | ----------- | ------ |
| 1860 | 2,666       |        |
| 1870 | 4,124       | 54.7%  |
| 1880 | 10,924      | 164.9% |
| 1890 | 16,873      | 54.5%  |
| 1900 | 21,308      | 26.3%  |
| 1910 | 21,703      | 1.9%   |
| 1920 | 20,601      | −5.1%  |
| 1930 | 19,999      | −2.9%  |
| 1940 | 20,226      | 1.1%   |
| 1950 | 16,284      | −19.5% |
| 1960 | 23,961      | 47.1%  |
| 1970 | 35,311      | 47.4%  |
| 1980 | 56,767      | 60.8%  |
| 1990 | 64,213      | 13.1%  |
| 2000 | 74,978      | 16.8%  |
| 2010 | 75,388      | 0.5%   |

Secondo l'Ufficio del censimento degli Stati Uniti d'America la contea ha un'area totale di 1057 miglia quadrate (2740 km²), di cui 1052 miglia quadrate (2720 km²) sono terra, mentre 4,7 miglia quadrate (12 km², corrispondenti allo 0,4% del territorio) sono costituiti dall'acqua.

### Strade principali
- Interstate 14
- U.S. Highway 84
- U.S. Highway 190
- U.S. Highway 281
- State Highway 36

### Contee adiacenti
- Bosque County (nord)
- McLennan County (nord-est)
- Bell County (sud-est)
- Lampasas County (sud-ovest)
- Hamilton County (nord-ovest)

## Amministrazione
Delle otto strutture detentive del Texas Department of Criminal Justice per le donne, che comprendono cinque prigioni e tre carceri statali, cinque di queste unità, che includono quattro prigioni e una prigione di stato, si trovano nella città di Gatesville.